# アメリカ統合参謀本部副議長
アメリカ統合参謀本部副議長（アメリカとうごうさんぼうほんぶふくぎちょう、英：Vice Chairman of the Joint Chiefs of Staff）は、アメリカ軍における軍人（制服組）のポストの1つ。1986年のゴールドウォーター＝ニコルズ法によって創設された、統合参謀本部議長に次ぐアメリカ軍第2位の軍人である。各軍種等のトップ（アメリカ陸軍参謀総長、アメリカ海兵隊総司令官、アメリカ海軍作戦部長、アメリカ空軍参謀総長、アメリカ宇宙軍作戦部長、アメリカ沿岸警備隊総司令官、アメリカ州兵総局長）より上位の職位であるものの、それぞれに対する具体的な作戦指揮権限は有していない。副議長は主に、統合参謀本部議長の職務と職務執行を補佐し、議長が不在の場合は統合参謀本部の会議を主宰する。その他 合衆国法典第10編第153条 10 U.S.C. § 153に規定する職務及び大統領、国防長官、統合参謀本部議長が特に定めた職務を遂行する。
現職は2021年12月20日に就任した第12代副議長のクリストファー・W・グレィディ海軍大将である。

## 責任
統合参謀本部副議長は、非常に重要な高位の役職であるが、戦闘部隊に対する具体的な作戦指揮権を有さない点では、他の統合参謀本部メンバーと同様である。アメリカ軍における作戦指揮権は、大統領から国防長官を経て各統合軍司令官に伝達される。副議長の主な任務は「軍種を超える軍事事項を監督し、国家安全保障会議において軍を代表し、統合参謀本部議長の命を受けて職務を遂行すること。」とされている。

## 任命と就任資格
統合参謀本部副議長に関する規定が置かれているのは、合衆国法典の第10編第1部第5章154条（合衆国法典第10編第154条 10 U.S.C. § 154）である。同条（a）項によれば、副議長は大統領によって任命（指名）され、上院の「助言と承認」（advice and consent）をもって就任することと定められている。同項によれば、副議長に任命される資格を持つのは「現役任務に就いている軍人の士官」であり、議長と同じ軍種であってはならないとされる（ただし、議長や副議長の交代など特別の事情がある時は、大統領の決定によって議長と副議長が同じ軍種から就任することもできる。）。さらに同条（f）項には副議長は「その在任中大将（四つ星）の地位を保持する」と定められていることから、副議長には現役の陸海空軍ないしは海兵隊大将の中から選任されるか、中将が昇任と併せて補職されることになる。ただし、現在まで11人の副議長が就任しているが、第3代のウィリアム・オーウェンズ副議長を除く11人は、全員が既に大将に昇任済みの将官であり、他の大将ポストからの横滑りである。これまでのところ、陸軍軍人が就任したことがない。
副議長は4年を任期とし、戦時又は国家非常事態を除いては再任することはできない（合衆国法典第10編第154条 10 U.S.C. § 154 (a)項）。また議長と同任期で選任され、大統領の特別な決定がない限り、議長に就任したり、他の大将をもって充てる役職に異動することはできない。従った任期満了とともに退役となる。

## 歴史
統合参謀本部副議長は、1986年のゴールドウォーター＝ニコルズ法によって、軍事顧問に関する指揮系統や権限を大統領や国防長官、国家安全保障会議を集中させるために設置された。しかしながら1992年の国防権限法成立まで、統合参謀本部の正式なメンバーではなく、その議事において投票権を有していなかった。2017年の国防権限法では、これまで1任期2年で1回まで再任可能であった任期を、再任不可能の1任期4年に改められた。また、この法律では任期の開始日を、それまで前任者の退任日をもって開始するとされていたものを法定し一律に改めた。

## 歴代の統合参謀本部副議長
| 代 | 名前                                    | 写真 | 軍種   | 前職                                                              | 就任           | 退任           | 後職                                         | 備考                                                  |
| -- | --------------------------------------- | ---- | ------ | ----------------------------------------------------------------- | -------------- | -------------- | -------------------------------------------- | ----------------------------------------------------- |
| 1  | ロバート・T・ヘレス                     |      | 空軍   | 宇宙軍司令官兼北米航空宇宙防衛司令部（NORAD）司令官               | 1987年2月6日   | 1990年2月28日  | 退役                                         |                                                       |
| 2  | デイヴィッド・E・ジェレマイア           |      | 海軍   | 太平洋艦隊司令長官                                                | 1990年3月1日   | 1994年2月28日  | 退役                                         | 1993年10月1日から同月24日までの間、議長代理を務める。 |
| 3  | ウィリアム・オーウェンズ                |      | 海軍   | 資源・要求・評価担当海軍作戦次長                                  | 1994年3月1日   | 1996年2月27日  | 退役                                         |                                                       |
| 4  | ジョゼフ・W・ラルストン                 |      | 空軍   | 空軍航空戦闘軍団司令官                                            | 1996年3月1日   | 2000年2月29日  | 欧州連合軍（NATO軍）最高司令官兼欧州軍司令官 |                                                       |
| 5  | リチャード・マイヤーズ                  |      | 空軍   | 宇宙軍司令官兼NORAD司令官                                         | 2000年2月29日  | 2001年10月1日  | 統合参謀本部議長                             |                                                       |
| 6  | ピーター・ペース                        |      | 海兵隊 | 南方軍司令官                                                      | 2001年10月1日  | 2005年8月12日  | 統合参謀本部議長                             |                                                       |
| 7  | エドマンド・ジャンバスティアーニ        |      | 海軍   | 統合戦力軍司令官兼NATO変革連合軍司令官                            | 2005年8月12日  | 2007年10月1日  | 退役                                         |                                                       |
| 8  | ジェームズ・E・カートライト             |      | 海兵隊 | 戦略軍司令官                                                      | 2007年10月1日  | 2011年8月3日   | 退役                                         |                                                       |
| 9  | ジェームズ・A・ウィニフェルド・ジュニア |      | 海軍   | 北方軍司令官兼NORAD司令官                                         | 2011年8月4日   | 2015年7月31日  | 退役                                         |                                                       |
| 10 | ポール・J・セルヴァ                     |      | 空軍   | 輸送軍司令官                                                      | 2015年7月31日  | 2019年7月31日  | 退役                                         |                                                       |
| 11 | ジョン・E・ハイテン                     |      | 空軍   | 戦略軍司令官                                                      | 2019年11月21日 | 2021年11月19日 | 退役                                         |                                                       |
| 12 | クリストファー・W・グレィディ           |      | 海軍   | 海軍戦略部隊（NAVSTRAT）司令官兼戦略軍海上構成部隊（JFMCC）司令官 | 2021年12月20日 | 現職           |                                              |                                                       |

## 副議長の軍種
- アメリカ空軍5人
- アメリカ海軍5人
- アメリカ海兵隊2人
- アメリカ陸軍0人
- アメリカ宇宙軍0人
- アメリカ沿岸警備隊0人

## 副議長の旗

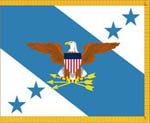
黄色の房で縁取りされた副議長の旗

副議長の旗は、左上部から右下部まで斜めに青のストライプが入るデザインとなっている。旗の中央には、羽が水平に広げられたハクトウワシの意匠が施され、爪で3本の交差した矢を掴んでいる。ハクトウワシの胸部には青の横線と赤と白の縦線がデザインされた盾が描かれている。右上部から左下部まで4つの青い五芒星が描かれ、それぞれ右上部の白地に2つ、左下部の白地に2つ描かれている。この旗は1987年1月20日にキャスパー・ワインバーガー国防長官により承認された。